# Allika (Lääneranna)
Allika (Duits: Allick) is een plaats in de Estlandse gemeente Lääneranna, provincie Pärnumaa. De plaats heeft de status van dorp (Estisch: küla).
Tot in oktober 2017 behoorde Allika tot de gemeente Varbla. In die maand ging Varbla op in de fusiegemeente Lääneranna.

## Bevolking
Het aantal inwoners vertoont een dalende lijn, zoals blijkt uit het volgende staatje:
| Jaar            | 2011 | 2017 | 2019 | 2020 | 2021 |
| --------------- | ---- | ---- | ---- | ---- | ---- |
| Aantal inwoners | 23   | 10   | 8    | 8    | 8    |

## Ligging
De plaats ligt in het westen van de gemeente, op ongeveer 2 km van de Golf van Riga, een onderdeel van de Oostzee. Langs de oostgrens van het dorp loopt het riviertje Küti.

## Geschiedenis
Allika werd in 1726 voor het eerst genoemd als Hallick.  In 1798 stond het dorp bekend als Hallik. Het lag op het landgoed van Patzal (Paatsalu).
Tussen 1977 en 1997 maakte Allika deel uit van het buurdorp Varbla.